# مونتايسلو (مسيسيبي)
مونتايسلو (بالإنجليزية: Monticello, Mississippi)‏ هي بلدة تقع في مقاطعة لورنس (مسيسيبي) بولاية مسيسيبي في الولايات المتحدة. تبلغ مساحتها 8.7 (كم²)، وترتفع عن سطح البحر 59 م، بلغ عدد سكانها 1726 نسمة في عام 2000 حسب إحصاء مكتب تعداد الولايات المتحدة وتصل الكثافة السكانية فيها 204.8 نسمة/كم2.

## التركيبة السكانية
حدّد مكتب تعداد الولايات المتحدة بيانات التركيبة السكانية لمونتايسلو في تعداد الولايات المتحدة. في ما يلي، التركيبة السكانية حسب تعدادي 2000 و2010.

### تعداد عام 2000
بلغ عدد سكان مونتايسلو 1,726 نسمة بحسب تعداد عام 2000، وبلغ عدد الأسر 690 أسرة وعدد العائلات 451 عائلة مقيمة في البلدة. في حين سجلت الكثافة السكانية 156.3 نسمة لكل كيلومتر مربع (404.8/ميل2). وبلغ عدد الوحدات السكنية 754 وحدة بمتوسط كثافة قدره 68.3 لكل كيلومتر مربع (176.9/ميل2).
وتوزع التركيب العرقي للبلدة بنسبة 64.19% من البيض و34.18% من الأمريكيين الأفارقة و0.98% من الأمريكيين ذوي الأصول الآسيوية و0.64% من عرقين مختلطين أو أكثر و0.06% من الهسبانيون أو اللاتينيون من أي عرق.
بلغ عدد الأسر 690 أسرة كانت نسبة 36.4% منها لديها أطفال تحت سن الثامنة عشر تعيش معهم، وبلغت نسبة الأزواج القاطنين مع بعضهم البعض 42.9% من أصل المجموع الكلي للأسر، ونسبة 19% من الأسر كان لديها معيلات من الإناث دون وجود شريك،  بينما كانت نسبة 3.5% من الأسر لديها معيلون من الذكور دون وجود شريكة وكانت نسبة 34.6% من غير العائلات. تألفت نسبة 32.9% من أصل جميع الأسر من عدة أفراد يعيشون في نفس المنزل ونسبة 15.4% كانت تتألف من شخص يعيش بمفرده يبلغ من العمر 65 عاماً أو أكثر. وبلغ متوسط حجم الأسرة المعيشية 2.37، أما متوسط حجم العائلات فبلغ 3.01.
بلغ العمر الوسطي للسكان 36.8 عاماً. وكانت نسبة 27.5% من القاطنين تحت سن الثامنة عشر، وكانت نسبة 7.8% بين الثامنة عشر والرابعة والعشرين عاماً، ونسبة 23.9% كانت واقعةً في الفئة العمرية ما بين الخامسة والعشرين والرابعة والأربعين عاماً، ونسبة 20.6% كانت ما بين الخامسة والأربعين والرابعة والستين، ونسبة 14.8% كانت ضمن فئة الخامسة والستين عاماً فما فوق. يوجد لكل 100 أنثى 78.8 ذكر، ويوجد لكل 100 أنثى في الثامنة عشر من عمرها فما فوق 71.9 ذكر.
بلغ متوسط دخل الأسرة في البلدة 27,109 دولارًا، أما متوسط دخل العائلة فبلغ 40,063 دولارًا. وكان متوسط دخل الذكور 36,429 دولارًا مقابل 16,538 دولارًا للإناث. وسجل دخل الفرد الخاص بالبلدة 16,013 دولارًا. وكانت نسبة 23.3% من العائلات ونسبة 27.8% من السكان تحت خط الفقر، وكان من هؤلاء نسبة 39.4% تحت سن الثامنة عشر ونسبة 15% في الخامسة والستين من العمر وما فوق.

### تعداد عام 2010
بلغ عدد سكان مونتايسلو 1,571 نسمة بحسب تعداد عام 2010، وبلغ عدد الأسر 613 أسرة وعدد العائلات 400 عائلة مقيمة في البلدة. في حين سجلت الكثافة السكانية 142.3 نسمة لكل كيلومتر مربع (368.6/ميل2). وبلغ عدد الوحدات السكنية 742 وحدة بمتوسط كثافة قدره 67.2 لكل كيلومتر مربع (174.0/ميل2).
وتوزع التركيب العرقي للبلدة بنسبة 57.99% من البيض و31.89% من الأمريكيين الأفارقة و0.70% من الأمريكيين ذوي الأصول الآسيوية و8.34% من الأعراق الأخرى و1.08% من عرقين مختلطين أو أكثر و9.04% من الهسبانيون أو اللاتينيون من أي عرق.
بلغ عدد الأسر 613 أسرة كانت نسبة 34.4% منها لديها أطفال تحت سن الثامنة عشر تعيش معهم، وبلغت نسبة الأزواج القاطنين مع بعضهم البعض 39.5% من أصل المجموع الكلي للأسر، ونسبة 18.8% من الأسر كان لديها معيلات من الإناث دون وجود شريك،  بينما كانت نسبة 7% من الأسر لديها معيلون من الذكور دون وجود شريكة وكانت نسبة 34.7% من غير العائلات. تألفت نسبة 32% من أصل جميع الأسر من عدة أفراد يعيشون في نفس المنزل ونسبة 14.2% كانت تتألف من شخص يعيش بمفرده يبلغ من العمر 65 عاماً أو أكثر. وبلغ متوسط حجم الأسرة المعيشية 2.56، أما متوسط حجم العائلات فبلغ 3.12.
بلغ العمر الوسطي للسكان 35.1 عاماً. وكانت نسبة 24.9% من القاطنين تحت سن الثامنة عشر، وكانت نسبة 10% بين الثامنة عشر والرابعة والعشرين عاماً، ونسبة 27.1% كانت واقعةً في الفئة العمرية ما بين الخامسة والعشرين والرابعة والأربعين عاماً، ونسبة 23% كانت ما بين الخامسة والأربعين والرابعة والستين، ونسبة 15% كانت ضمن فئة الخامسة والستين عاماً فما فوق. وتوزع التركيب الجنسي للسكان بنسبة 49.4% ذكور و50.6% إناث.

## أعلام
- آل جيفرسون
- رود بيج
- جيم بيس

## وصلات خارجية
- The US50 - Cities and Towns in Mississippi State
- Mississippi Cities and Towns, Facts, Map, Flag, Colleges, Government, and More